# عبد المجيد الثاني

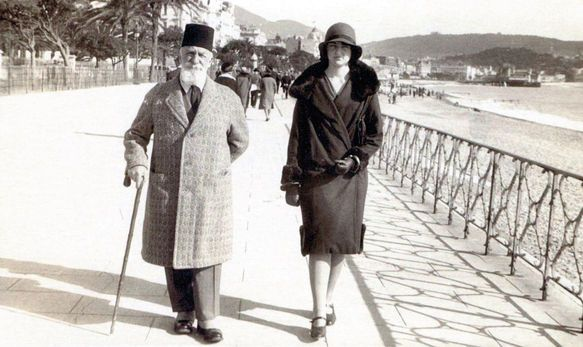
عبد المجيد الثاني ودر الشهوار

الخليفة عبد المَجيد الثَّاني بن عبد العزيز الأوَّل بن محمُود الثَّاني بن عبد الحميد الأوَّل العُثمانِيُّ (1868 - 1944) هو الخليفة العثماني الأخير. تولى الخلافة من 19 نوفمبر 1922 حتى 3 مارس 1924.
ولد عبد المجيد الثاني، ابن السلطان عبد العزيز الأول، في 29 مايو 1868 في إسطنبول. تلقى تعليمه بشكل خصوصي. في 4 يوليو 1918 أصبح ابن عمه محمد السادس سلطاناً، بينما أصبح عبد المجيد الثاني ولي العهد. في 19 نوفمبر 1922، انتخبت الجمعية الوطنية التركية عبد المجيد الثاني للخلافة في أنقرة. استقر في إسطنبول في 24 نوفمبر من نفس العام. في 3 مارس 1924 خلع وطرد من شواطئ تركيا مع بقية عائلته.

## نسبه
هو عبد المجيد الثاني بن عبد العزيز الأول بن محمود الثاني بن عبد الحميد الأول بن أحمد الثالث بن محمد الرابع بن إبراهيم الأول بن أحمد الأول بن محمد الثالث بن مراد الثالث بن سليم الثاني بن سليمان القانوني بن سليم الأول بن بايزيد الثاني بن محمد الفاتح بن مراد الثاني بن محمد الأول جلبي بن بايزيد الأول بن مراد الأول بن أورخان غازي بن عثمان بن أرطغرل.
أمُّهُ هي خيران دل قادين أفندي، وهي من أصلٍ شَركَسِيّ.

## أسرته
تزوَّج عبد المجيد الثَّاني عددًا من الزِّيجات في حياته، فكانت زوجتهُ الأولى وفي فترة شبابه هي شَهْسُوار خانم من أصلٍ تُركيّ أو وبخيّ، وهي أم ابنهِ عُمر فارُوق أفندي، وكان تاريخ زواجهُما في 23 ديسمبر سنة 1896 م. تُوفيت زوجتهُ الثانية محرمة خانم في قصر ناكاستيبي في 23 مايُو 1899 م. كانت زوجتهُ الثالثة هي هايرونيسَّا خانم، من أصلٍ شَركَسِيّ، وكانت تُعاني من العقم. تزوَّج الرَّابعة، والتي كانت تُدعى مَهْسَتي خانم، وهي من أصلٍ شَرْكَسِي وأبخازي، وكان تاريخ زواجهُما في 16 أبريل 1912 م. وقد أنجبت منه ابنتهُما خديجة دُرُّ الشَّهوار.

## إنزال الغواصة عبد الحميد الثاني
11 جمادى الأولى 1304 هـ / 5 فبراير 1887م: الدولة العثمانية تنزل إلى البحر الغوّاصة عبد الحميد- وكان اسمها أولاً «تحت البحر» - وأدخلتها ضمن أسطولها الحربي، وكانت هذه أول مرة يستخدم فيها العثمانيون الغواصة. أعطي لقب «جنرال الجيش العثماني»، وعمل كرئيس مجتمع الفن العثماني. وكونه رساماً، وضعت رسماته للودفيج فان بيتهوفن، ويوهان فولفغانغ فون غوته، وسليم الأول في معرض فيينا عام 1918. تزوج أربعة مرات في الأعوام 1896م، 1902م، 1912م، 1921م. توفي في 23 أغسطس 1944م في بيته في باريس، فرنسا. ودفن في المدينة المنورة.

## خلعه
وفقًا للعادات العثمانية المتأخرة، تم احتجاز عبد المجيد في القصر حتى بلغ الأربعين من عمره. وفي 4 يوليو 1918، أصبح ابن عمه الأول محمد السادس سلطانًا وعُين عبد المجيد وليًا للعهد. عندما تم خلع ابن عمه في 1 نوفمبر 1922، ألغيت السلطنة العثمانية. ولكن في 19 نوفمبر 1922، تم انتخاب ولي العهد خليفة من قبل الجمعية الوطنية التركية في أنقرة. أسس نفسه في إسطنبول في 24 نوفمبر 1922. في 3 مارس 1924، بعد ستة أشهر من تأسيس الجمهورية التركية، أُلغيت الخلافة العثمانية وأُطيح بالسلالة العثمانية وطُردت من تركيا. في 23 أغسطس 1944، توفي عبد المجيد الثاني في منزله في بوليفارد سوشيت، باريس. وتزامن وفاته مع تحرير باريس من الاحتلال الألماني.

## وفاته
في 23 أغسطس/آب 1944، توفي الخليفة عبد المجيد الثاني عن عمر 76 عاما وشهرين، بنوبة قلبية في منزله في "بوليفارد سوشيت" في باريس، وذلك بعد 20 عاما و5 أشهر في المنفى. وكان قد أوصى بدفنه في مقبرة "تربة" إلى جانب أجداده في إسطنبول، لكن الحكومة التركية رفضت استقبالَ جثمانه، وبقي محفوظا في حجرة خاصة في مسجد باريس لمدة 10 سنوات.وفي عام 1953 وافقت الحكومة التركية على طلب إبنة وإبن الخليفة في نقل الجثمان إلى تركيا، بشرط موافقة جميع مجلس النوب ولكن أحد نواب “قيرشهر” وهو من أعضاء الحزب الديموقراطي الأميرال المتقاعد رفعت اوزدش رفض السماح بدخوله ففقدت إبنة الخليفة الامل . وبعد ذألك امر الملك سعود بن عبدالعزيز ملك المملكة العربية السعودية بدفن أبيها في بقيع الغرقد بالمدينة المنورة وكان ذلك تحديداً في 25 رجب 1373هـ  الموافق 30 مارس 1954هـ .